# Holzapfelkreuth (métro de Munich)
Holzapfelkreuth (en allemand : U-Bahnhof Theresienwiese) est une station de la ligne U6 du métro de Munich. Elle est située à l'intersection de la Guardini-/Ehrwalder Strasse et la Fürstenrieder Straße, dans le secteur de Hadern à Munich en Allemagne.

## Situation sur le réseau

Plan du métro (2020).

## Histoire
La station de métro Holzapfelkreuth est construite à l'occasion du festival international du jardin en 1983 et ouvre le 15 avril 1983. Les murs de la voie arrière sont constitués de panneaux muraux jaunes incurvés vers l'intérieur en haut et les colonnes sont revêtues de tuiles orange. Le plafond est recouvert de lattes d'aluminium, avec une interruption entre celles au-dessus des rails et celles au-dessus de la plate-forme, qui est disposée avec le motif du galet de l'Isar, dans lequel les bandes lumineuses sont fixées.
Elle est le terminus de la ligne U3 jusqu'en 1989 et le terminus de la ligne U6 jusqu'en 1993.

## Services aux voyageurs

### Accès et accueil
À l'extrémité ouest, des escaliers mécaniques et des escaliers fixes mènent à un portique et à Guardinistraße et Neufriedenheimer Straße. À Ostende, l'entresol est également accessible par un ascenseur, d'où on peut rejoindre la Fürstenrieder Straße.

### Intermodalité
La station est en correspondance avec les lignes de bus 51, 151 et 167.